# Club Atlético Atenas
Club Atlético Atenas é um clube de futebol uruguaio da cidade de San Carlos. Fundado em 1928, jogou a Primeira Divisão Uruguaia tendo subido na temporada 2008/2009, atulamente participa da 2ª Divisão do Uruguai. Pertence ao Grupo Pachuca do México.